# Laisha Wilkins
Laisha Wilkins Pérez (Cidade do México, 18 de maio de 1976) é uma atriz e diretora mexicana.

## Biografia
Filha do produtor da Televisa Federico Wilkins e de Susana Pérez, inicialmente pensou em estudar culinária, mas logo depois entrou no Centro de Educação Artística (CEA) da Televisa para estudar teatro.
Suas primeiras aparições na televisão foram algumas pequenas participações em Otro Rolo, com Adal Ramones .
Em 1997, participou de um seriado juvenil chamado Mi generación: Amor de Verano, fazendo o papel de Mariana. Posteriormente, recebeu uma oportunidade como apresentadora no canal de vídeo Telehit.
Em 1998, fez uma participação especial em Mi pequeña traviesa, interpretando Lorena. No mesmo ano, o produtor Emilio Larrosa ofereceu a ela um dos principais papéis na novela Soñadoras. 
Em 2000, interpretou Rebeca na telenovela juvenil Locura de amor e fez uma aparição na novela Primeiro amor... a mil por hora. Entre 2001 e 2002, participou de vários episódios da série Mujer, casos de la vida real.
Após dois sem fazer novelas, em 2003 ela aceitou a proposta do produtor Carlos Moreno Languillo para atuar em Bajo la misma piel, interpretando Paula, junto a Kate del Castillo. Esta telenovela lhe deu a oportunidade de apresentar o prêmio TVyNovelas 2004.
Em 2006, ela fez uma participação na telenovela La fea más bella, como Carminha. Em 2008, participou de cinco episódios da série Mujeres asesinas, interpretando a tenente Lucía Álvarez. Nesse mesmo ano Angelli ofereceu-lhe o papel de Constança, em Un gancho al corazón.
Em 2011 interpretou a antagonista principal na telenovela La fuerza del destino. 
Em 2013 fez uma pequena participação em Mentir para vivir .
Em maio de 2014, a atriz encerrou seu contrato com a Televisa, após 20 anos de trabalho. 
Em 2015 a atriz retornou como antagonista em Que te perdone Dios no papel de irmãs gêmeas Ximena / Daniela, personagens oferecidas pela diretora Angelli Nesma Medina.

## Carreira

### Telenovelas
- Te doy la vida (2020) - Josefina Cruz
- La candidata (2016) - Lorena Sánchez
- Tres veces Ana (2016) - Jennifer
- Que te perdone Dios (2015) -  Ximena Negrete/Daniela Negrete
- Mentir para vivir (2013) - Inés Valdivia
- La Fuerza del Destino  (2011) - María Paz "Maripaz" Lomelí Curiel
- Corazón salvaje (2009-2010) - Constanza Montes de Oca
- Un gancho al corazón (2008-2009) - Constanza Lerdo de Tejada
- La fea más bella (2006-2007) - Carmina Muñiz
- Bajo la misma piel (2003-2004) - Paula Beltrán Ortiz
- Primero amor... a mil por hora (2000-2001) - Tamara
- Locura de amor (2000) - Rebeca Becerril
- Soñadoras (1998-1999) - Emilia González
- Mi pequeña traviesa (1998) - Lorena

### Programas de Televisão
- Mujeres asesinas  (2008) - Tenente Lucía Álvarez
- Big Brother VIP México (2002)
- Desde Gayola (2002) - Varios
- Diseñador ambos sexos (La Chirris original) (2001) - Chirris Luna
- Mujer, casos de la vida real (2001-2002) - Varios
- Mi generación: Amor de Verano (1997) - Mariana

### Apresentadora
- Metrópolis (2007)
- Don Francisco (2004)
- El Gordo y La Flaca (2004)
- Prêmio TVyNovelas  (2004)
- Furcio 3 Temporada Programa # 11 (2002)
- Telehit (1997)

### Cinema
- Contratiempo (2011) .... Valeria
- Ángel caído (2011) .... Perséfone
- Mejor es que Gabriela no se muera (2007) .... A menina do tempo
- Siganme los buenos (2000) .... Ela mesma

### Outros
- Videoclip "Mi amor inseparable" de Los Tucanes de Tijuana (2002)

## Prêmios e indicações

### TVyNovelas
| Ano  | Categoria                | Telenovela            | Resultado |
| ---- | ------------------------ | --------------------- | --------- |
| 2012 | Melhor atriz antagonista | La fuerza del destino | Indicada  |
| 2004 | Melhor atriz antagonista | Bajo la misma piel    | Indicada  |
| 1999 | Revelação feminina       | Soñadoras             | Indicada  |